# Séisme de 2024 au New Jersey
 (avril 2024).
La mise en forme du texte ne suit pas les recommandations de Wikipédia : il faut le « wikifier ».
Les points d'amélioration suivants sont les cas les plus fréquents. Le détail des points à revoir est peut-être précisé sur la page de discussion.
- Les titres sont pré-formatés par le logiciel. Ils ne sont ni en capitales, ni en gras.
- Le texte ne doit pas être écrit en capitales (les noms de famille non plus), ni en gras, ni en italique, ni en « petit »…
- Le gras n'est utilisé que pour surligner le titre de l'article dans l'introduction, une seule fois.
- L'italique est rarement utilisé : mots en langue étrangère, titres d'œuvres, noms de bateaux, etc.
- Les citations ne sont pas en italique mais en corps de texte normal. Elles sont entourées par des guillemets français : « et ».
- Les listes à puces sont à éviter, des paragraphes rédigés étant largement préférés. Les tableaux sont à réserver à la présentation de données structurées (résultats, etc.).
- Les appels de note de bas de page (petits chiffres en exposant, introduits par l'outil «  Source ») sont à placer entre la fin de phrase et le point final[comme ça].
- Les liens internes (vers d'autres articles de Wikipédia) sont à choisir avec parcimonie. Créez des liens vers des articles approfondissant le sujet. Les termes génériques sans rapport avec le sujet sont à éviter, ainsi que les répétitions de liens vers un même terme.
- Les liens externes sont à placer uniquement dans une section « Liens externes », à la fin de l'article. Ces liens sont à choisir avec parcimonie suivant les règles définies. Si un lien sert de source à l'article, son insertion dans le texte est à faire par les notes de bas de page.
- La présentation des références doit suivre les conventions bibliographiques. Il est recommandé d'utiliser les modèles {{Ouvrage}}, {{Chapitre}}, {{Article}}, {{Lien web}} et/ou {{Bibliographie}}. Le mode d'édition visuel peut mettre en forme automatiquement les références.
- Insérer une infobox (cadre d'informations à droite) n'est pas obligatoire pour parachever la mise en page.

Pour une aide détaillée, merci de consulter Aide:Wikification.
Si vous pensez que ces points ont été résolus, vous pouvez retirer ce bandeau et améliorer la mise en forme d'un autre article.
 (avril 2024).
Le 5 avril 2024, à 10 h 23 HAE (14 h 23 UTC), un tremblement de terre de Mw 4,8 s'est produit dans l'État américain du New Jersey, avec l'épicentre dans le canton de Tewksbury. Bien qu'il ait été ressenti dans les zones métropolitaines de New York, de Philadelphie et de Washington D.C, ainsi que dans d'autres régions du nord-est des États-Unis, entre la Virginie et le Maine, l'impact a été relativement mineur, aucun dommage majeur n'ayant été signalé à New York et au New Jersey. Il y a eu des dizaines de répliques tout au long de la semaine et la suivante.
Il s'agit du tremblement de terre le plus puissant à avoir touché le New Jersey depuis le séisme de 5,3 Mfa (Macroseismic magnitude scales) dans le New Jersey en 1783, et le plus fort à avoir frappé la ville de New York depuis un séisme de magnitude estimé à 5,0 le 10 août 1884.

## Cadretectonique
La faille causale du tremblement de terre se trouvait probablement dans la zone de la faille de Ramapo, qui s'étend de la Pennsylvanie à New York et a été formée par la rupture du supercontinent Pangée au cours du Trias supérieur. Une autre origine possible est la faille Flemington, une faille plus jeune dans la même zone.
La région de Whitehouse Station, dans le New Jersey, avait déjà subi un tremblement de terre le 14 mars 2024. L'USGS considère que cela fait partie de la séquence des événements.

## Tremblement de terre
Le tremblement de terre avait une magnitude de moment de 4,8 et une profondeur de 4,7 kilomètres (2,9204446024 mi) . Son épicentre était dans le canton de Tewksbury, New Jersey , à 40,689°N 74,754°W, à environ 1,6 km au nord d' Oldwick et à 8,0 km à l'est du Liban. Des secousses ont été ressenties dans tout le nord-est des États-Unis, du Maine au nord jusqu'à Washington, DC et Norfolk, en Virginie, au sud,.
Au 12 avril, plus de 50 répliques ont été signalées, dont la plus forte avait une magnitude de 3,7 et a eu lieu à environ 4 milles (6 km) de Gladstone vers 17h59,,. L'USGS prévoyait 12 % de chances d'une réplique sismique d'une magnitude supérieure à 3 et 1 % de chances d'un séisme plus fort d'une magnitude supérieure à 4,. Une réplique de 2,6 a été ressentie à environ 5 kilomètres (3 mi) au sud-ouest de Gladstone vers 10 h 25 heure locale le 10 avril.

## Impact
Plusieurs bâtiments de New York, de Philadelphie et de Long Island ont été secoués,. L'USGS estime que le séisme a été ressenti par environ 42 millions de personnes dans la région.
Le tremblement de terre a interrompu une réunion du Conseil de sécurité sur la guerre entre Israël et le Hamas au siège des Nations Unies à Manhattan,, tandis qu'une représentation à l'Orchestre philharmonique de New York a été brièvement retardée par des téléphones portables déclenchant une alerte à 11 h 2, qui a été envoyé environ 40 minutes après que les tremblements de terre ont été ressentis,,. Des fuites de gaz ont été signalées dans le comté de Rockland, New York, et dans un bâtiment administratif à Morristown, New Jersey. À Huntington, New York, un véhicule a été endommagé après être tombé dans un gouffre peu après le tremblement de terre.
Jusqu'à 150 bâtiments ont été endommagés dans toute la ville de New York, et un gymnase scolaire dans l'est de New York a été endommagé. Quatre maisons de trois étages sur la Septième Avenue à Newark, New Jersey, ont été endommagées par le tremblement de terre. Vingt-huit résidents ont été évacués, mais aucun blessé n'a été signalé. Trois des maisons ont été « partiellement renversées » et ont ensuite été condamnées,. La partie supérieure du moulin à grains du colonel John Taylor, âgé de 264 ans, s'est effondrée dans une route. De plus, le tremblement de terre a provoqué des ruptures de conduites d'eau principales dans les comtés d'Essex et de Morris,.
Les dommages causés à une maison du nord-est de Philadelphie constituent le seul rapport confirmé faisant état de dommages structurels causés par le tremblement de terre en Pennsylvanie.

## Conséquences
La Federal Aviation Administration a complètement interrompu les vols à l'aéroport international Newark Liberty, à l'aéroport international de Philadelphie  et à l'aéroport international John F. Kennedy. Les arrivées aux aéroports internationaux de Baltimore/Washington, LaGuardia et Teterboro ont été retardées. La tour de contrôle du trafic aérien de l'aéroport international Newark Liberty a également été évacuée. Cinq vols à destination de Newark ont été détournés vers l'aéroport international de Lehigh Valley à Allentown, en Pennsylvanie.
La première alerte d'urgence envoyée aux habitants de la ville de New York est arrivée 26 minutes après le tremblement de terre aux abonnés du service Notify NYC. Une alerte d'urgence sans fil a été envoyée à l'ensemble de la région encore plus tard, les New-Yorkais signalant son arrivée 40 minutes après le séisme. Au milieu des critiques, le commissaire à la gestion des urgences de la ville de New York, Zach Iscol, a défendu la réponse tardive lors d'une conférence de presse, affirmant que « vingt minutes, c'est très rapide pour une alerte publique » et qu'ils avaient besoin de ce temps pour confirmer qu'il s'agissait bien d'une alerte publique. tremblement de terre.
Le PATCO Speedline a été temporairement suspendu pour inspection « par grande prudence ». La vitesse des trains Amtrak a été limitée dans tout le nord-est pendant que les voies ferrées étaient inspectées pour déceler tout dommage, et les trains de NJ Transit sur toutes les lignes devaient être retardés jusqu'à 20 minutes en raison de l'inspection des voies. AirTrain Newark à l'aéroport international Newark Liberty a également été fermé pour inspection alors que ses vols n'étaient pas cloués au sol.
Le Holland Tunnel, un passage majeur de la rivière Hudson, a été brièvement fermé pour inspection entre 11 h et 11 h 15 heure locale,. Le tunnel Lincoln a également été brièvement fermé, ralentissant le trafic à Weehawken.
Quelques heures après le tremblement de terre, un magasin de T-shirts personnalisés à Manhattan a commencé à imprimer un souvenir humoristique indiquant « J'ai survécu au tremblement de terre de New York le 5 avril 2024 ». Le magasin l'a exposé en vitrine et un piéton en a pris une photo, qui a été largement partagée sur les réseaux sociaux, provoquant des centaines de ventes,,.

## Voir également
- Sismicité de la région de New York
- Liste des tremblements de terre aux États-Unis
- Liste des tremblements de terre en 2024
- Séisme de 2011 en Virginie – ressenti à New York et au New Jersey